# إرنست لي ميجر
إرنست لي ميجر (بالإنجليزية: Ernest Lee Major)‏ هو رسام أمريكي، ولد في 1864، وتوفي في 1950 في بوسطن في الولايات المتحدة.